# Museo d'arte contemporanea (Basilea)
Il Museo d'arte contemporanea di Basilea (in tedesco: Museum für Gegenwartskunst) fu inaugurato nel 1980 come primo edificio espositivo pubblico in Europa dedicato esclusivamente alla produzione e alla pratica artistica contemporanea a partire dagli anni Sessanta. Oltre ai mezzi espressivi classici come la pittura o la plastica, esso ospita anche esempi di videoarte. Elementi di spicco della collezione sono le opere di Joseph Beuys, Bruce Nauman, Rosemarie Trockel, Jeff Wall e dell'arte americana contemporanea (Robert Gober, Elizabeth Peyton, Matthew Barney). Dal 2003, le opere della Fondazione Emanuel Hoffmann non esposte vengono conservate nello Schaulager di Münchenstein.